# 609 Fulvia
609 Fulvia eller 1906 VF är en asteroid i huvudbältet, som upptäcktes 24 september 1906 av den tyske astronomen Max Wolf i Heidelberg. Den är uppkallad efter Fulvia.
Asteroiden har en diameter på ungefär 54 kilometer.